# Thomas Crowley
Thomas Crowley (Manchester, 19. veljače 1949. – 10. lipnja 1995.) bio je Irac koji se dobrovoljno uključio u obranu Hrvatske od Domovinskog rata.
Rođen je 1949. u Manchesteru. Bio je profesionalni vojnik, a služio je u postrojbama SAS-a u Saudijskoj Arabiji (gdje je bio vojni instruktor).
U Hrvatsku dolazi na jesen 1991. potaknut snimkama rata koje je vidio na televiziji. Po dolasku u Hrvatsku stupio je u redove HOS-a u Zagrebu i priključio se IX. bojni "Rafael vitez Boban". Borio se na novljanskom, jasenovačkom, livanjskom i mostarskom ratištu, Popovu polju, Maslenici, oslobađanju Škabrnje, kod Biograda, drniškom, Svilaji, Donjem Selu i južnom bojištu. Više je puta bio ranjavan. S vremenom je stekao čin bojnika Hrvatske vojske. Kao pripadnik 114. brigade HV-a vodio je kampove za uvježbavanje vojske. 

## Pogibija i počasti
Poginuo je nesretnim slučajem na južnom bojištu 10. lipnja 1995. godine. Pokopan je u Splitu. U trenutku smrti imao je čin bojnika u HOS-u, a 2012. je postumno odlikovan hrvatskim redom Petra Zrinskog i Frana Krste Frankopana.
Crowleyeva obitelj posjetila je njegov grob na Lovrincu, mural u Ulici Matice hrvatske u Splitu te svečanu akademiju u Domu Hrvatske vojske u Splitu 10. lipnja 2025., prigodom koje su prikazani dokumentarci o Crowleyu i IX. bojni HOS–a.